# Jean Aussanaire
Jean Aussanaire (* 9. April 1961; † 15. September 2017) war ein französischer Jazzmusiker (Sopransaxophon, Altsaxophon, Bassklarinette), der zur Musikervereinigung Association à la Recherche d’un Folklore Imaginaire (ARFI) zählte.
Aussanaire hatte von 1971 bis 1978 Unterricht am Musikkonservatorium in Nantes; zwischen 1980 und 1986 studierte er am Konservatorium und der Musikfakultät der Universität in Tours Musikwissenschaft und Klarinette, anschließend 1988/89 bei Ed Sarath an der University of Michigan und bei Steve Lacy. Außerdem trat er zehn Jahre auf dem Festival Jazz à Tours auf. In Tours, wo er von 1990 bis 2002 auch unterrichtete, spielte er mit der Formation Cache-Cache (mit Pierre Léger, Bass und Francis Genest, Perkussion), mit der auch 1992 erste Aufnahmen entstanden (L'Océane). Weiterhin wirkte er im Duo und Quartett mit Olivier Thémines, mit Mico Nissim, mit Jean-Luc Cappozzo, mit Bernard Santacruz (im Duo) sowie mit Daniel Malavergne und Camille Secheppet im Trio Toutut. Von 1997 bis 2000 arbeitete er mit der Crompagnie Eole, ab 2000 mit der Gruppe l’Espérance de St Coin.
Ab 2003 gehörte er der ARFI-Formation Workshop de Lyon an, in der er Maurice Merle ablöste. 2008 wirkte er bei der Workshop-Produktion Slogan (ARFI) mit, auf der neben Aussanaire die Quartettkollegen Jean-Paul Autin, Jean Bolcato und Christian Rollet zu hören sind, 2014 auf der CD Lettres à des amis lointains und 2013 auf der DVD A la vie la mort. Ferner war er am Bigband-Projekt der ARFI La Marmite Infernale (Alben Envoyez la suite, 2007, sowie Le cauchemar d’Hector, 2012), an einer Hommage an Carla Bley sowie an einer Aufführung der Musik von Bruno Tocanne (La Folia) mit dem Ensemble Aperto Libro beteiligt, ferner am Musiktheater-Projekt Les Hommes… Maintenant!. Tom Lord listet ihn nur zwischen 1992 und 2008 bei sechs Aufnahmesessions. Er verstarb nach einer Krebserkrankung.